# Conner Henry
Conner Henry, né le 21 juillet 1963, à Claremont, en Californie, est un joueur et entraîneur de basket-ball américain. Il évolue durant sa carrière au poste d'arrière.

## Palmarès
Joueur
- All-CBA First Team 1990

Entraîneur
- Champion NBA Development League 2014
- Entraîneur de l'année de la NBA Development League 2014